# Saint-Pierre (Haute-Garonne)
Saint-Pierre is een gemeente in het Franse departement Haute-Garonne (regio Occitanie) en telt 209 inwoners (1999). De plaats maakt deel uit van het arrondissement Toulouse.

## Geografie
De oppervlakte van Saint-Pierre bedraagt 4,8 km², de bevolkingsdichtheid is 43,5 inwoners per km².
De onderstaande kaart toont de ligging van Saint-Pierre (Haute-Garonne) met de belangrijkste infrastructuur en aangrenzende gemeenten.

## Demografie
De figuur toont het verloop van het inwonertal (bron: INSEE-tellingen).
1. ↑  Populations de référence 2022.